# Aloe aristata
Aloe aristata és una espècie de planta del gènere Aloe, de la família de les asfodelàcies. És endèmica de Sud-àfrica. És fàcilment identificable per les taques blanques de la superfície de les seves fulles i perquè aquestes acaben en punta. Aquesta espècie no presenta fulles semblants al paper al voltant del peduncle, característica que si presentarien altres aloes nans.

## Descripció
És una planta amb fulles suculentes que es troba en sòls d'argila pesant a la zona de pluges d'hivern, a la Província Occidental del Cap. Forma part de la vegetació del fynbos. Se la troba en grups densos de rosetes de petites fulles glauques i deltoides de color blau amb dents i espines distintes cartilaginoses a la superfície de la línia mitjana, el que distingeix aquesta espècie de totes les altres al sud d'Àfrica.

## Cultiu
Aloe aristata

## Taxonomia
Aloe aristata va ser descrita per Haw.

### Etimologia
- Aloe: nom genèric d'origen molt incert: podria ser derivat del grec άλς, άλός (als, alós), "sal" - donant άλόη, ης, ή (aloé, oés) que designava tant a la planta com al seu suc - a causa del seu gust, que recorda a l'aigua del mar.[6] D'aquí va passar al llatí ălŏē, ēs amb la mateixa acceptació, i que, en sentit figurat, significava també "amarg". S'ha proposat també un origen àrab, alloeh, que significa "la substància amarga brillant"; però és més probable un origen complex a través de l'hebreu ahal (אהל), freqüentment citat a texts bíblics.[7][8]
- aristata: epítet llatí que significa "amb fulles amb aresta", per les puntes de les fulles similars a arestes o a blat de moro.[9]

#### Sinonímia
- Aloe aristata var. leiophylla Baker.
- Aloe aristata var. parvifolia Baker.
- Aloe ellenbergeri Guillaumin.
- Aloe longiaristata Schult. & Schult.f.[10]